# Wilhelm Karl Stoltz
Wilhelm Karl Stoltz (* 7. Dezember 1817 in Luxemburg; † 31. Juli 1886 in Saarbrücken) war preußischer Generalmajor und zuletzt Inspekteur der 4. Ingenieurinspektion.

## Leben

### Herkunft
Alexander war ein Sohn des preußischen Kapitäns Johann Christian Stoltz (1770–1851) und dessen Ehefrau Eleonore Dorothea, geborene Siebert (1781–1823). Sein Bruder Johann Christian Alexander (1810–1897) wurde ebenfalls General.

### Werdegang
Er ging am 1. Oktober 1834 als Einjährig-Freiwilliger in das 1. Reserve-Pionierbataillon. Vom 1. Oktober 1835 bis zum 30. September 1838 wurde er dann als die Vereinigte Artillerie- und Ingenieurschule abkommandiert. In der Zeit wurde er am 23. September 1836 zum Portepeefähnrich in der 8. Pionier-Abteilung, am 6. Oktober 1837 zum Seconde-Lieutenant ernannt und zugleich in die 3. Ingenieurinspektion aggregiert. Am 1. Oktober 1838 wurde er dann in die Reserve-Pionier-Kompanie nach Luxemburg versetzt und dort am 30. Dezember 1841 einrangiert. Am 2. März 1842 wurde er zu Fortifikationsdiensten in die Festung Köln versetzt. Er kam am 20. April 1847 in die 7. Pionier-Abteilung und am 1. September 1848 zurück zur Reserve-Pionier-Kompanie nach Luxemburg, Am 24. April 1849 zum Premier-Lieutenant befördert, kam er am 1. November 1850 als Kommandeur in die 3. mobile Kompanie der 7. Pionier-Abteilung. Am 1. Februar 1851 wurde er dann wieder für Fortifikationsdienste in die Festung Köln geholt, und am 31. März 1851 für Fortifikationsdiensten in die Festung Luxemburg versetzt. Er wurde am 22. Juni 1852 zum Hauptmann befördert und am 2. Dezember 1852 in die 4. Pionier-Abteilung versetzt, wo er Kommandeur der 2. Kompanie wurde. Er kam am 20. März 1856 zu Fortifikationsdiensten in die Festung Mainz, von wo er am 4. Mai 1858 als Ingenieur-Offizier vom Platz in die Festung Saarlouis versetzt wurde. Am 25. August 1861 zum Major ernannt wurde er als Kommandeur in das 6. Pionier-Bataillon und am 13. Januar 1864 als Geniedirektor nach Luxemburg versetzt. Dort wurde er am 6. März 1866 mit dem Offizierskreuz der luxemburgischen Eichenkrone ausgezeichnet und am 8. Juni 1866 zum Oberstleutnant befördert. Aber am 19. August 1867 kam er wieder zu Fortifikationsdiensten in die Festung Koblenz. Anschließend wurde er am 17. Oktober 1867 als Ingenieur-Offizier vom Platz in die Festung Neiße versetzt. Am 14. Januar 1867 wurde er das Inspekteur der 8. Festungsinspektion und am 19. Januar 1868 mit dem Kronen-Orden 3. Klasse ausgezeichnet. Außerdem wurde er am 22. März 1868 zum Oberst befördert. Er erhielt am 29. August 1871 den  Roten Adlerorden III. Klasse mit Schleife, anschließend wurde ihm am 3. September 1872 die Stellvertretung des Inspekteurs der 4. Ingenieurinspektion übertragen. Er bekam am 22. März 1873 den Charakter als Generalmajor und schon am 12. April 1873 sein Patent mit Datum zum 22. März 1873, zeitgleich wurde er Inspekteur der 4. Ingenieurinspektion. Am 12. Dezember 1874 erhielt seinen Abschied mit Pension unter Verleihung des Roten Adlerorden II. Klasse mit Eichenlaub, am 11. März 1875 wurde er dann mit Pension zur Disposition gestellt und starb am 31. Juli 1886 in Saarbrücken.

### Familie
Er heiratete am 24. November 1868 in Schleswig Maria Susanne Henriette Berta Omtor (* 18. Februar 1845; † 2. November 1874), eine Tochter des Kaufmanns Franz Omtor. 